# Snurretop
En snurretop er et (som regel) kegle-formet legetøj der har flere tusinde år på bagen. Snurretoppen aktiveres ved hjælp af en snor, der vikles om den, og derefter trækkes af, så toppen snurrer om sin egen akse. Man kan også holde snurretoppen i sving ved at piske på den.
Nogle snurretoppe kan også virke ved, at man bringer den til at snurre med to fingre. Herefter er det gyroskopets præcession, der sørger for at den holder sig lidt skævt oprejst i en lille bane, også selv om den kører på skrå overflader.